# Красотки в бегах (фильм, 2024)
«Красотки в бегах» (англ. Drive-Away Dolls) — американский художественный фильм, первый сольный проект Итана Коэна. Главные роли в нём играют Мэтт Деймон, Педро Паскаль, Маргарет Куолли и Джеральдин Висванатан.

## Сюжет
Джейми, раскованная и свободная духом, оплакивающая очередной разрыв со своей девушкой, и её скромная подруга Мэриан, которой отчаянно нужно расслабиться. в поисках перезагрузки отправляются в импровизированную поездку в Таллахасси, но их дела быстро идут наперекосяк, когда их путь пересекается с путём группы неумелых преступников.

## В ролях
- Мэтт Деймон — сенатор Шанелл
- Педро Паскаль — Сантос
- Маргарет Куолли — Джейми
- Бини Фелдштейн — Сьюки
- Джеральдин Висванатан — Мэриан
- Колман Доминго — шеф
- Билл Кэмп — Керли

## Производство
Итан Коэн и его жена Триша Кук впервые поделились идеей сюжета со своей подругой Эллисон Андерс во время рождественских каникул в Сан-Франциско в начале 2000-х. Фильм был анонсирован в январе 2007 года под названием Drive-Away Dykes, режиссёром которого была назначена Андерс. Коэн сообщил, что тон был похож на exploitation romance films начала 1970-х, которые он смотрел, будучи подростком. Сельма Блэр, Холли Хантер, Кристина Эпплгейт и Хлоя Севиньи были среди тех, кто планировался на ведущие роли на различных этапах подготовки к съёмкам.
Фильм стал первым сольным проектом Итана Коэна. Выход в прокат в США запланирован на 23 февраля 2024 года. Изначально он должен был состояться 22 сентября 2023 года, но был отложен из-за забастовки SAG-AFTRA.

### Выпуск
Выход фильма состоялся в Австралии 22 февраля 2024 года, а на следующий день выпуск фильма состоялся в США.

## Критика
На сайте Rotten Tomatoes фильм имеет рейтинг 65 % «свежести» на основе 196 рецензий.
В своём негативном отзыве критик Барри Херц из The Globe and Mail написал: «Существует тонкая грань между милой, непринуждённой глупостью и смущением из-за того, что фильм не дотягивает до нужного уровня. Эта грань пересекается снова и снова, пока у вас не начнёт дёргаться глаз». Никита Лаврецкий (Афиша), в свою очередь, отметил: «Итан Коэн, временно разошедшийся с братом, снял кино, которое на опасную дистанцию приблизилось к последним треш-комедиям Кевина Смита. Конечно, сравнивать таланты Коэна и Смита — заведомо глупое предприятие, но нельзя отрицать, что „Красотки в бегах“, типа, молодёжная, типа, комедия, снятая Коэном в сценарном соавторстве с женой, насквозь пропитана кринжовыми вайбами „ Йоганутых“, которых Смит снимал с подачи дочери-подростка».